# Abdullah Al Muzayen
Abdullah Al Muzayen (* 8. Februar 1988 in Kuwait) ist ein kuwaitischer Squashspieler.

## Karriere
Abdullah Al Muzayen begann seine professionelle Karriere im Jahr 2004 und gewann 23 Turniere auf der PSA World Tour, davon neun in seinem Heimatland Kuwait. Seine höchste Platzierung in der Weltrangliste erreichte er mit Rang 33 im Mai 2013. Er ist damit der beste Kuwaiter in der Geschichte des Squashsports. Im Jahr 2013 stand er als erster kuwaitischer Spieler im Finale der Asienmeisterschaft. Er unterlag Aamir Atlas Khan dort jedoch klar in drei Sätzen. Auch 2015 erreichte er das Finale, in dem er Leo Au in drei Sätzen unterlag. Al Muzayen war fester Bestandteil des Kaders der kuwaitischen Nationalmannschaft. Mit dieser nahm er bereits 2005, 2007, 2009, 2011, 2013 und 2019 an Weltmeisterschaften teil. 2008 und 2022 wurde er mit ihr jeweils Vizeasienmeister. Bei den Asienspielen 2014 gewann er im Einzel die Goldmedaille sowie Bronze mit der Mannschaft. Bei den 2023 ausgetragenen Asienspielen 2022 in Hangzhou schied er im Einzel im Viertelfinale aus.

## Erfolge
- Vizeasienmeister: 2013, 2015
- Vizeasienmeister mit der Mannschaft: 2008, 2022
- Gewonnene PSA-Titel: 23
- Asienspiele: 1 × Gold (Einzel 2014), 1 × Bronze (Mannschaft 2014)